# 陳王道 (崑山)
陳王道（1530年—？年），字敬甫，號春野，直隸蘇州府崑山縣人，民籍，治《易經》。

## 生平
四月初六日生，行一。由國子生中式嘉靖三十四年（1555年）乙卯科應天府鄉試第六十七名舉人。年三十三歲中式嘉靖四十四年乙丑科會試第三百二十五名，第二甲第三十六名進士。礼部观政，本年八月授郑州知州，丁忧。隆慶四年（1570年）五月復除光州，万历二年（1568年）二月升工部员外郎，六月差杭州抽分，三年十月丁忧。六年十一月復除工部，九年二月致仕。

## 家族
曾祖陳復吉；祖陳可樂；父陳唐，庠生贈知州；母李氏，封太宜人。具慶下，妻朱氏，弟陳王政（庠生）。